# Maillot (Yonne)
Pour les articles homonymes, voir Maillot.
Maillot est une commune française proche de Sens dans le département de l'Yonne et la région Bourgogne.
Ses habitants sont appelés les Maillotins.

## Géographie

### Situation
Maillot se trouve dans le nord du département de l'Yonne, à 2,8 km au sud-est du centre de Sens et 100 km au sud-est de Paris (distances à vol d'oiseau).
La commune fait partie de l'arrondissement de Sens, du canton de Sens-Sud-Est et de la Communauté d'Agglomération du Grand Sénonais.

### Voies de communication et transports
Une ligne de transport en commun AS RESEAU de Sens passe à Maillot :
- Ligne 8 : Sens Garibaldi - Rosoy Mairie

### Climat
Pour des articles plus généraux, voir Climat de la Bourgogne-Franche-Comté et Climat de l'Yonne.
En 2010, le climat de la commune est de type climat océanique dégradé des plaines du Centre et du Nord, selon une étude du Centre national de la recherche scientifique s'appuyant sur une série de données couvrant la période 1971-2000. En 2020, Météo-France publie une typologie des climats de la France métropolitaine dans laquelle la commune est exposée à un climat océanique altéré et est dans la région climatique  Nord-est du bassin Parisien, caractérisée par un ensoleillement médiocre, une pluviométrie moyenne régulièrement répartie au cours de l’année et un hiver froid (3 °C). 
Pour la période 1971-2000, la température annuelle moyenne est de 11,2 °C, avec une amplitude thermique annuelle de 15,5 °C. Le cumul annuel moyen de précipitations est de 680 mm, avec 11,2 jours de précipitations en janvier et 7,3 jours en juillet. Pour la période 1991-2020, la température moyenne annuelle observée sur la station météorologique de Météo-France la plus proche, « Sens », sur la commune de Sens à 3 km à vol d'oiseau, est de 11,9 °C et le cumul annuel moyen de précipitations est de 644,7 mm. 
La température maximale relevée sur cette station est de 42,4 °C, atteinte le 25 juillet 2019 ; la température minimale est de −22,6 °C, atteinte le 14 février 1956,,. 
Les paramètres climatiques de la commune ont été estimés pour le milieu du siècle (2041-2070) selon différents scénarios d'émission de gaz à effet de serre à partir des nouvelles projections climatiques de référence DRIAS-2020. Ils sont consultables sur un site dédié publié par Météo-France en novembre 2022.

## Urbanisme

### Typologie
Au 1er janvier 2024, Maillot est catégorisée ceinture urbaine, selon la nouvelle grille communale de densité à sept niveaux définie par l'Insee en 2022.
Elle appartient à l'unité urbaine de Sens, une agglomération intra-départementale regroupant six  communes, dont elle est une commune de la banlieue,,. Par ailleurs la commune fait partie de l'aire d'attraction de Sens, dont elle est une commune de la couronne,. Cette aire, qui regroupe 65 communes, est catégorisée dans les aires de 50 000 à moins de 200 000 habitants,.

### Occupation des sols
L'occupation des sols de la commune, telle qu'elle ressort de la base de données européenne d’occupation biophysique des sols Corine Land Cover (CLC), est marquée par l'importance des territoires agricoles (58,7 % en 2018), en diminution par rapport à 1990 (65,7 %). La répartition détaillée en 2018 est la suivante : 
terres arables (47,9 %), forêts (24,9 %), zones urbanisées (10,8 %), zones agricoles hétérogènes (10,8 %), zones industrielles ou commerciales et réseaux de communication (5,6 %). L'évolution de l’occupation des sols de la commune et de ses infrastructures peut être observée sur les différentes représentations cartographiques du territoire : la carte de Cassini (XVIIIe siècle), la carte d'état-major (1820-1866) et les cartes ou photos aériennes de l'IGN pour la période actuelle (1950 à aujourd'hui).

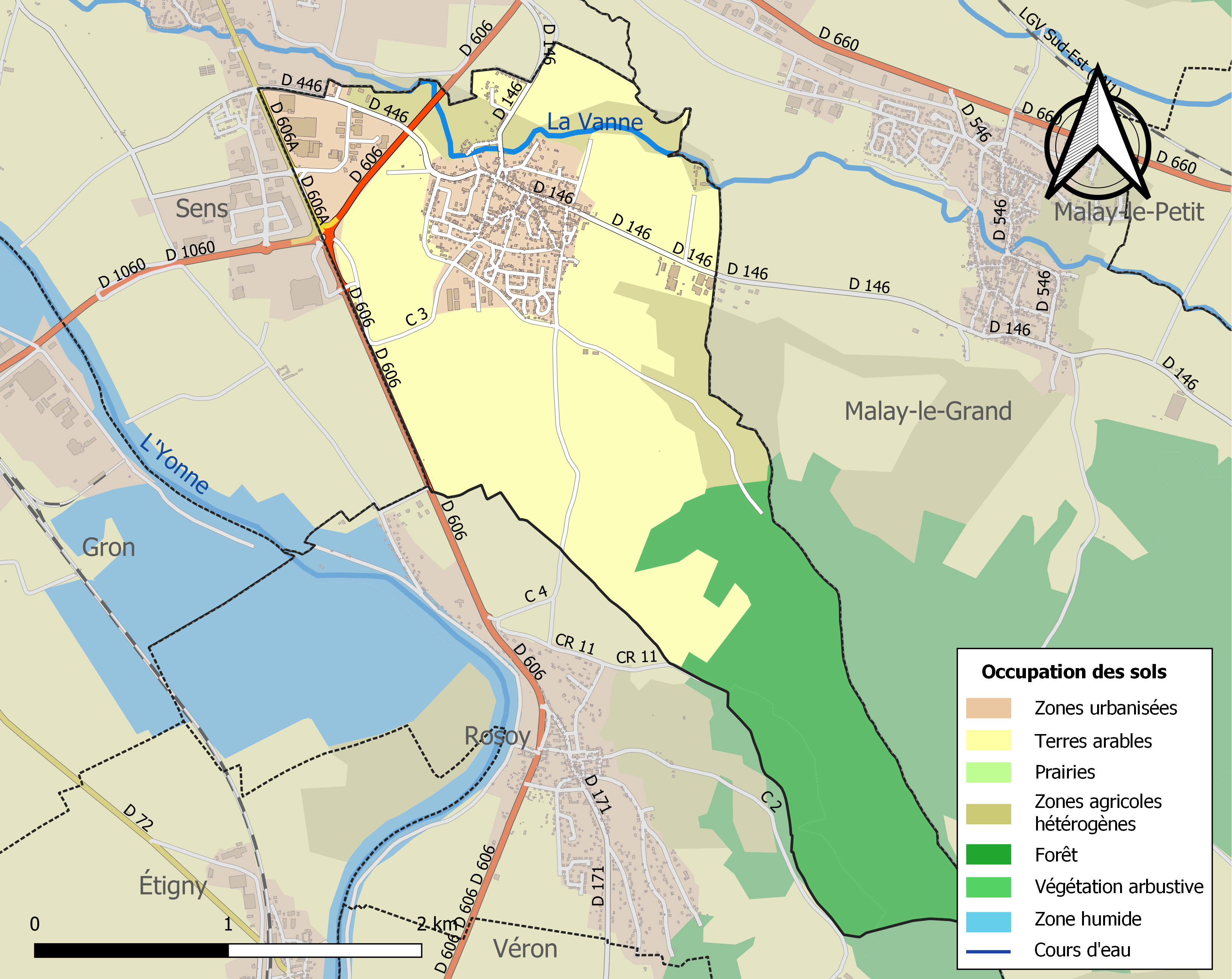
Carte des infrastructures et de l'occupation des sols de la commune en 2018 (CLC).

## Toponymie
Elle est connue sous la forme de Masleotum qui figure dans un document daté du 13 avril 1179 (confirmation du droit des moines de l'abbaye de Saint-Pierre-le-Vif par le pape Alexandre III). La formulation complète est Sancte-Marie de Masleoto.
Il est cependant certain que le village existait bien avant cette date. En effet les parties anciennes de l'église datent du XIe siècle et montrent qu'une communauté villageoise vivait autour d'elle.
Après le XIIe siècle, les archives nous renseignent sur l'évolution du nom du village au fil du temps. Sur la charte de Saint Louis en 1257 (abb. Saint-Pierre-le-Vif de Sens, bibliothèque de Sens), le nom se transforme en Malleotum.
En 1383, il devient Maliotum puis Mleyum en 1453 et enfin Malyot au XVIe siècle (avec quelques variantes d'écriture en Masliot)
Compte tenu de la forme du nom de lieu, il est très vraisemblable que ces noms soient des diminutifs empruntés au vocable du domaine royal voisin comprenant Malay-le-Roi et Malay-le-Vicomte.

## Histoire

### Préhistoire et protohistoire
Des vestiges d'habitations néolithiques (6 000 ans av. J.C.) ont été trouvées dans la vallée de la Vanne, des objets de l'âge du bronze dans la plaine Champbertrand, et des traces de l'époque gallo-romaine disséminées.[réf. nécessaire]
Des fouilles en 1947 au lieu-dit Les Terres du Terrier ont livré du matériel, dont de nombreux éléments de poteries, daté du début de l'âge du bronze final, et une structure difficilement identifiable mais qui pourrait être un fond de fosse d'extraction ou d'une habitation.

### Moyen-Âge
La plus ancienne mention écrite de Maillot remonte au XIIe siècle.
Des documents indiquent que le seigneur du lieu était l'abbé de abbaye Saint-Pierre-le-Vif de Sens dès le Moyen Âge. Cette puissante abbaye sénonaise possédait plus du tiers de la superficie du finage jusqu'à la Révolution française, quand ces terres furent vendues comme biens nationaux.[réf. nécessaire]

## Politique et administration

### Liste des maires
| Période    | Période  | Identité         | Étiquette | Qualité |
| ---------- | -------- | ---------------- | --------- | ------- |
| avant 2008 | 2014     | Maryse Dol       |           |         |
| mars 2014  | En cours | Gilles Sabattier | DVD       |         |

## Démographie
L'évolution du nombre d'habitants est connue à travers les recensements de la population effectués dans la commune depuis 1793. Pour les communes de moins de 10 000 habitants, une enquête de recensement portant sur toute la population est réalisée tous les cinq ans, les populations de référence des années intermédiaires étant quant à elles estimées par interpolation ou extrapolation. Pour la commune, le premier recensement exhaustif entrant dans le cadre du nouveau dispositif a été réalisé en 2006.

En 2022, la commune comptait 1 271 habitants, en évolution de +11,39 % par rapport à 2016 (Yonne : −1,95 %, France hors Mayotte : +2,11 %).
| 1793 | 1800 | 1806 | 1821 | 1831 | 1836 | 1841 | 1846 | 1851 |
| ---- | ---- | ---- | ---- | ---- | ---- | ---- | ---- | ---- |
| 344  | 374  | 372  | 388  | 406  | 412  | 421  | 398  | 410  |

| 1856 | 1861 | 1866 | 1872 | 1876 | 1881 | 1886 | 1891 | 1896 |
| ---- | ---- | ---- | ---- | ---- | ---- | ---- | ---- | ---- |
| 403  | 415  | 431  | 424  | 420  | 412  | 403  | 417  | 411  |

| 1901 | 1906 | 1911 | 1921 | 1926 | 1931 | 1936 | 1946 | 1954 |
| ---- | ---- | ---- | ---- | ---- | ---- | ---- | ---- | ---- |
| 378  | 391  | 375  | 348  | 357  | 393  | 390  | 393  | 401  |

| 1962 | 1968 | 1975 | 1982 | 1990 | 1999  | 2006  | 2011  | 2016  |
| ---- | ---- | ---- | ---- | ---- | ----- | ----- | ----- | ----- |
| 426  | 498  | 606  | 752  | 962  | 1 098 | 1 075 | 1 062 | 1 141 |

| 2021  | 2022  | - | - | - | - | - | - | - |
| ----- | ----- | - | - | - | - | - | - | - |
| 1 238 | 1 271 | - | - | - | - | - | - | - |

## Culture locale et patrimoine

### Lieux et monuments

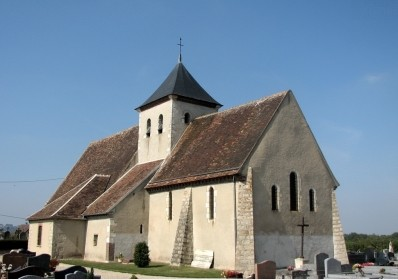
Église de Maillot

L'église Notre-Dame, construite au XIIe siècle, est une version réduite de l'église Saint-Savinien de Sens. Son clocher abrite "Anne", une cloche de 225 kg bénite en avril 1844 par M. Bouvalle, alors curé de Maillot. Elle a été baptisée par Augustin Delacourt, propriétaire du Bois-Maillot, en compagnie d'Anne Gillet-Thénard Dumousseau, son épouse. La cérémonie a eu lieu en présence de M. Moreau, maire de Maillot et M. Chicouard, adjoint de la commune.

### Personnalités liées à la commune
- Geneviève Thèvenot
- Michel Humair

## Pour approfondir